# Decora
Decora ist eine Birnensorte (Winterbirne) in Form einer Säulenbirne. Sie wird meist Anfang Oktober geerntet.

## Aussehen
Die Sorte ist eine Züchtung aus Tschechien (Holovousy) und hat einen leicht rankenden Wuchs. Da sie säulenförmig wächst, eignet sie sich für Balkon und Kleingarten. Der Standort ist bevorzugt halbschattig mit nicht zu dichtem Boden mit mittelstarkem Nährstoffgehalt. Die mittelgroße Frucht ist kegelförmig.

## Eigenschaften
Bei optimaler Lagerung ist diese Birne bis Februar lagerfähig. Die Birnensorte ist feuerbrandresistent. Die Blüte ist jedoch frostempfindlich. Es wird empfohlen, eine Smaragd Birne für die Befruchtung zu pflanzen.